# HGS (satélite)
HGS foi uma série de satélites que eram operados pela Hughes Global Services Inc.

## Satélites
| Satélite | Fabricante      | Data do lançamento      | Veículo de lançamento | Estado    | Nota                                      |
| -------- | --------------- | ----------------------- | --------------------- | --------- | ----------------------------------------- |
| HGS-1    | Hughes (Boeing) | 24 de dezembro de 1997  | Proton-K/Block DM3    | Fracassou | Também conhecido por AsiaSat 3 e PAS 22   |
| HGS-2    | Hughes          | 18 de agosto de 1996    | Longa Marcha 3        | Fracassou | Também conhecido por ZX 7 e Chinasat 7    |
| HGS-3    | Hughes          | 01 de fevereiro de 1996 | Atlas 2AS             | Inativo   | Também conhecido por Palapa C1 e Paksat 1 |
| HGS-4    | Hughes          | 25 de julho de 1993     | Ariane 42P            | Inativo   | Também conhecido por Galaxy 4             |
| HGS-5    | Hughes          | 30 de agosto de 1984    | Discovery             | Inativo   | Também conhecido por SBS-4                |